# 古舘寛治
古舘 寛治（ふるたち かんじ、1968年〈昭和43年〉3月23日 - ）は、日本の俳優。主な出演作に、テレビドラマ『逃げるは恥だが役に立つ』『コタキ兄弟と四苦八苦』や映画『淵に立つ』『宮本から君へ』 『罪の声』などがある。大阪府立泉北高等学校卒業。空（くう）所属。

## 略歴
大阪府岸和田市の団地育ちで、小学4年生の時、堺市の泉北ニュータウンに建てた一軒家に転居。このため媒体により「岸和田市出身」、「堺市出身」とする場合がある。
高校3年生の夏に交通事故に遭い、2か月以上の入院となり大学予備校に通う浪人となったため、“大学卒業まで5年かかると考えると、このモラトリアムな時間は無駄だ”と思い劇団オーディションを受け上京する。この時期にバックダンサーとして日本放送協会（NHK）テレビの歌番組『紅白歌合戦』、TBS系『ザ・ベストテン』に一度ずつ出演するも、思い描いたものとの違いを感じ約3年で退所。
米国に渡り、6年半ニューヨークで演技を学んだ後、日本に帰国。その後33歳で、平田オリザ主宰の劇団「青年団」に入団。他の劇団も受けたものの演劇論で演出家と対立した結果とのちに当時のことを語っている。
39歳（2007年頃）、山内ケンジがディレクターを務めた英会話教室「NOVA」のCM出演により、世間一般に顔が知られるようになった。以後、山内や沖田修一監督作品の常連俳優として、個性的な役柄を演じている。
2012年（平成24年）より2021年（令和3年）まで、山内演出のパチンコ・コンコルドのCM（静岡県ローカル）にコンコルゲン（コンコルド人間の略）として出演（2016年は歌唱のみ）していた。なお2025年現在も出演しているが、コンコルゲンという単語自体は使われなくなっている。
2013年のドラマ『リーガル・ハイ』（第2期）、NHKの連続テレビ小説『ごちそうさん』などに出演して注目を集め、知名度を高める。以後、2016年のドラマ『逃げるは恥だが役に立つ』（TBS系）、2017年の大河ドラマ『おんな城主 直虎』、2019年の大河ドラマ『いだてん〜東京オリムピック噺〜』などに出演し、バイプレイヤーとしての地位を確立。また、2016年に準主役で出演した映画『淵に立つ』が、第69回カンヌ国際映画祭の「ある視点」部門審査員賞を獲得した。
滝藤賢一と共にテレビ東京のプロデューサーに話を持ち込んだ企画が、2020年（令和2年）1月に滝藤とのダブル主演による『コタキ兄弟と四苦八苦』（テレビ東京）でドラマ化され、ギャラクシー賞奨励賞を受賞。

## エピソード

### 学生時代
技術職のサラリーマンを父に持ち、二人兄弟の次男として生まれた（兄は3歳上）。小学生時代の将来の夢は、漫画家やアニメーターになることだった。中学生になるとテレビ放送のアメリカ映画に熱中し始めた。
高校在学時、クラブ活動で少林寺拳法部に所属する傍ら、ダンスにも興味を持ち始めてブレイクダンスの真似事をしていた。高校2年生の頃に「自分は漫画家のような机に向かう仕事より、体を使う仕事が向いてるかも」と考え、映画好きなことから俳優を目指し始める。大学進学を考えていたが、3年生の夏に兄の運転するバイクの後ろに乗っていたところ、信号無視の車にはねられ、脚を骨折するなどして2か月入院。これにより受験勉強に完全に出遅れてしまい、進路が決まらないまま高校を卒業。
後日たまたま手にしたテレビ情報誌で、東京のミュージカル劇団創立による劇団員第1期生オーディションを知って応募。これに合格して上京し、渋谷区にある同劇団のスタジオへ通い始め、以後横浜の東急東横線沿線の日吉、綱島や京王堀之内駅近くなどのアパートを転々とした。劇団でダンス、演技、歌のレッスンを受け、2年後にはテレビの人気歌番組でバックダンサーに起用されるようになった。しかしその後、ダンスへの興味が薄れたことや東京暮らしにいまいち馴染めなかったことから劇団を退団。

### 演技を学ぶため渡米
その後アメリカに行きたいと思ったことから、23歳で単身ニューヨークへ渡った。英語力があまり必要なくビザが取りやすいという理由から、とりあえずダンサーの養成学校に入った。数か月後、同校を辞めて同市マンハッタン地区のグリニッジ・ヴィレッジにある「HBスタジオ」という俳優学校に入り直した。この学校では、演技理論「メソッド・アクティング」など演技に関する様々なことを学んだ。
1995年ニューヨーク滞在中の27歳の頃、友人の運転する車の後部座席に乗車中、急カーブでスピンして車が大破する大事故に遭った。意識不明の状態で病院に救急搬送され、診断により「首の骨にヒビが入り、顎が割れて肋骨が数本折れ、肺が一つ潰れていること」が判明。そんな状態だったが、アメリカの医療費が高いことから10日ほどで入院を切り上げて退院した。
病院から出る際、視界に入ってきた外の景色の美しさに身動きが取れなくなったことから、「この世は、天国のように素晴らしい世界だったんだ」と気づいた。大事故から奇跡的に助かったことで“残りはおまけの人生”と考え、以降は好きなことをやって生きていくことを決意。事故後のリハビリに半年かかり、俳優学校に復帰したが、ビザの期限と30歳という年齢も目前に迫っていた。まだカリキュラムは残っていたが、“自分なりに学べることは学んだ”として29歳で帰国。

### 小劇場俳優から映像作品に
帰国後は高円寺の風呂なしのアパートで10年間暮らしながら小劇場のオーディションを受ける日々を送った。舞台に立つようになってからは、先述の「メソッド・アクティング」をベースにした演技方法で俳優活動を行った。しかし、当時古い演技法が主流だった日本では、古舘の演技はなかなか受け入れられなかった。このため演出家と意見が合わないことも多く、数年間は俳優業が思うように行かなかった。
劇団「青年団」に入ってからも演出家との意見の対立は続くが、主宰の平田オリザはそんな古舘を面白がってくれたという。その後同劇団に観客として訪れた映画監督や他の演出家や、他の小劇場の人たちを通じて映画、ドラマ、CMなど映像の仕事にも出演を依頼されるようになった。英会話教室の「NOVA」のCMでまとまったお金が得られたことから、石神井公園近くの、風呂ありで以前より少し広い部屋のアパートに引っ越した。

## 人物
小学生の頃は、宮崎駿がキャラクターデザインや監督を務めたアニメ（『アルプスの少女ハイジ』（1974年）や『未来少年コナン』（1978年））を夢中で見ていたことがきっかけで、漫画家やアニメーターに憧れた。
20歳前後のミュージカル劇団員時代に2回テレビに出たことがある。一つは『ザ・ベストテン』で南野陽子の『話しかけたかった』の歌唱時に、バックで衣装の学ランを着て踊った。もう一つは紅白歌合戦で、小柳ルミ子のバックで約50人の男性ダンサー陣の1人として踊った。
憧れの俳優は、ロバート・デ・ニーロ。憧れたきっかけは、中学生の頃に見たロバート主演映画『ディア・ハンター』に感動したこと。アメリカの俳優学校時代は、アパートの自室の壁に彼の代表作の一つである『タクシードライバー』のポスターを貼っていた。また、ニューヨーク滞在中に、ロバートがオープンさせた日本料理屋「NOBU」でのバイト経験がある。当時古舘曰く「ウェイターの中で一番英語ができず、記憶力も悪かった」とのことで、ロバートと何度も共演した俳優で常連客のハーヴェイ・カイテルに怒鳴られたりもした。ある日店のトイレから出てきたロバートと偶然鉢合わせしたが、憧れが強すぎて“うわー、やべえ”と焦った。その結果気づかないフリをし、ロバートと会話する千載一遇のチャンスをみすみす逃してしまったという。
日本の俳優では、若い頃から役所広司に憧れている。その後役所とは2012年の映画『キツツキと雨』、大河ドラマ『いだてん』などで共演している。
若い頃から、演出や演技に関して舞台演出家などに率直に意見している。このため舞台俳優として駆け出しの頃は、演出家から「君は役者に向いていないよ」とよく言われ、知名度が上がってからは「面倒くさい俳優」と評されるようになった。
米国で演技を学んでおり、感情ではなく、プロセスから理屈をつけて芝居の動きを考えている。演じる役柄について、「一風変わった、どこか普通じゃないところのある人間を演じるのが好きです。様々な役を演じてきましたが、演じて楽しいのはクセのある人間の方ですね」と語っている。ちなみに普段は、元々人見知りで集団に属するのが苦手な性格とのこと。
2010年頃からの「アラブの春」で、SNSの力で独裁政権が次々と倒れるのを見たことがきっかけでTwitterを開始。以後安倍晋三政権（当時）に対する痛烈な批判など、SNSを通じた発言でも注目されるようになった。その後色々と思うところがあり、2022年にTwitterのアカウントを停止した。
約13年ぶりに再会した知人女性との交際を経て、その後2017年頃に結婚。妻は、舞台制作の仕事をしている。プライベートでは東京での生活があまり合わないため、以後東京と京都の2拠点生活となり、仕事がない時は築百年くらいの京町家で過ごしている。
50代を迎えてからは体力維持のため、時間がある時にランニング、スクワット、腕立て伏せなどに励んでいる。また、同時期に健康のことも考えて食生活にグルテンフリーを取り入れるようになったとのこと。

## 主な出演作品

### 映画
2003年
- サル（12月6日公開、葉山陽一郎監督） - 横尾高志 役

2004年
- ZONE2「全均連」（伊藤康隆監督・ショートフィルム）
- 団地の奥さん、同窓会に行く（6月8日公開、サトウトシキ監督） - 助監督 役

2005年
- 死霊波（2月5日公開、葉山陽一郎監督）

2006年
- ライフ・シネマティック 映画的人生 1「進め!」（6月24日公開、沖田修一監督・ショートフィルム）
- このすばらしきせかい（10月14日公開、沖田修一監督） - 田辺清 役
- ハヴァ、ナイスデー「プリーズ、ウェイク・アップ」（10月21日公開、山内健司監督・ショートフィルム）

2007年
- 松ヶ根乱射事件（3月10日公開、山下敦弘監督） - 男行員 役
- ドルフィンブルー フジ、もういちど宙へ（7月7日公開、前田哲監督）

2008年
- ぐるりのこと。（6月7日公開、橋口亮輔監督）

2009年
- 幼獣マメシバ（6月13日公開、亀井亨監督）
- 南極料理人（8月8日公開、沖田修一監督） - 御子柴健 役
- 童貞放浪記（8月8日公開、小沼雄一監督） - 黒瀬 役
- クヒオ大佐（10月10日公開、吉田大八監督）

2010年
- 踊る大捜査線 THE MOVIE3 ヤツらを解放せよ!（7月3日公開、本広克行監督） - 健康診断担当医師 役
- 幽霊さん（管公平監督）
- ヘヴンズ ストーリー（10月2日公開、瀬々敬久監督） - 笹田 役
- バカがウラヤマシイ（10月9日公開、鋤崎智哉監督） - 曽根 役
- 酔いがさめたら、うちに帰ろう。（12月4日公開、東陽一監督） - アルコール病棟の患者 役

2011年
- 歓待（4月23日公開、深田晃司監督） - 加川花太郎 役
- マイ・バック・ページ（5月28日公開、山下敦弘監督） - 中平武弘 役
- 東京人間喜劇「右腕」（7月30日公開、深田晃司監督）
- フォーゴットン・ドリームス（11月26日公開、日向朝子監督）
- ミツコ感覚（12月17日公開、山内ケンジ監督） - 松原 役

2012年
- キツツキと雨（2月11日公開、沖田修一監督） - 鳥居 役
- バルーンリレー（6月23日公開、藤村享平監督） - 橋本明彦 役
- 闇金ウシジマくん（8月25日公開、山口雅俊監督） - 黒岩刑事 役
- 夢売るふたり（9月8日公開、西川美和監督） - 東山義徳 役
- 演劇1・演劇2（10月20日公開、想田和弘監督）
- 私の奴隷になりなさい（11月3日公開、亀井亨監督）
- ジョーカーゲーム（12月22日公開、渡邊貴文監督） - 滝沢先生 役
- おだやかな日常（12月22日公開、内田伸輝監督） - 電気屋店員 役

2013年
- 恐竜を掘ろう（3月30日公開、大和田伸也監督）
- 箱入り息子の恋（6月8日公開、市井昌秀監督）
- タリウム少女の毒殺日記（7月6日公開、土屋豊監督） - 教師 役
- シャニダールの花（7月20日公開、石井岳龍監督） - 吉崎和彦 役
- 陽だまりの彼女（10月12日公開、三木孝浩監督） - 医師 役
- 天心（11月16日公開、松村克弥監督） - 牧野伸顕 役
- 受難（12月7日公開、吉田良子監督） - 古賀 役

2014年
- ほとりの朔子（1月18日公開、深田晃司監督） - 亀田兎吉 役
- 渇き。（6月27日公開、中島哲也監督）
- リュウグウノツカイ（8月2日公開、ウエダアツシ監督） - 鈴木先生 役
- 福福荘の福ちゃん（11月8日公開、藤田容介監督） - カレー屋のマスター 役

2015年
- マエストロ!（1月31日公開、小林聖太郎監督） - 阿久津健太郎 役
- トイレのピエタ（6月6日公開、松永大司監督） - 水谷 役
- Drawing Days（8月8日公開、原桂之介監督） - 松田昭治 役
- 流れ星が消えないうちに（11月21日公開、柴山健次監督） - 斉藤拓三 役

2016年
- セーラー服と機関銃 -卒業-（3月5日公開、前田弘二監督） - 真淵 役
- 下衆の愛（4月2日公開、内田英治監督）
- 太陽（4月23日公開、入江悠監督） - 生田草一 役
- 海よりもまだ深く（5月21日公開、是枝裕和監督） - 三好 役
- TOO YOUNG TO DIE! 若くして死ぬ（6月25日公開、宮藤官九郎監督・脚本） - 松浦 役
- 淵に立つ（10月8日公開、深田晃司監督） - 鈴岡利雄 役
- 太陽を掴め（12月24日公開、中村祐太郎監督） - フミヤ 役

2017年
- 結婚（6月24日公開、西谷真一監督） - 矢島 役
- KOKORO（11月4日公開、バンニャ・ダルカンタラ監督） ※ベルギー・フランス・カナダ合作映画
- 8年越しの花嫁 奇跡の実話（12月16日公開、瀬々敬久監督） - そうめん工場社長 役
- 勝手にふるえてろ（12月23日公開、大九明子監督） - 釣りおじさん 役

2018年
- ホーンテッドテンプル〜顔のない男の記録（1月8日公開、マイケル・バレット監督）
- CINEMA FIGHTERS「終着の場所」（1月26日公開、常盤司郎監督・ショートフィルム） - 電話の男 役
- クソ野郎と美しき世界 EPISODE.02「慎吾ちゃんと歌喰いの巻」（4月6日公開、山内ケンジ監督・オムニバス映画） - 尾野崎 役
- 友罪（5月25日公開、瀬々敬久監督） - 須藤編集長 役
- 教誨師（10月6日公開、佐向大監督） - 鈴木貴裕 役

2019年
- 宮本から君へ（9月27日公開、真利子哲也監督） - 岡崎正蔵 役

2020年
- 静かな雨（2月7日公開、中川龍太郎監督） - 医者 役
- 君が世界のはじまり（7月31日公開、ふくだももこ監督） - 忠司 役
- 甘いお酒でうがい（9月25日公開、大九明子監督）
- 罪の声（10月30日公開、土井裕泰監督） - 鳥居雅夫 役

2021年
- 子供はわかってあげない（8月20日公開、沖田修一監督） - 朔田清 役
- プリテンダーズ（10月16日公開、熊坂出監督） - 花田寛治 役

2022年
- アネット（4月1日公開、レオス・カラックス監督） - 医者 役
- ハケンアニメ!（5月20日公開、吉野耕平監督） - 越谷 役

2023年
- 妖怪の孫（3月17日公開、内山雅人監督） - ナレーター
- ほつれる（9月8日公開、加藤拓也監督）

2024年
- 劇場版 アナウンサーたちの戦争（8月16日公開） - 松内則三 役

2025年
- 逃走（3月15日公開、足立正生監督） - 主演・桐島聡 役
- レイブンズ（3月28日公開、マーク・ギル監督） - 深瀬助造 役

### 劇場アニメ
2024年
- めくらやなぎと眠る女（7月26日公開、ピエール・フォルデス監督） - かえるくん 役

### テレビドラマ
2000年
- ラブコンプレックス 第8話（11月30日、フジテレビ） - 佐々木文雄 役

2001年
- 救命病棟24時 第2シリーズ 第10話（9月4日、フジテレビ）

2005年
- 慶次郎縁側日記 第2シリーズ 第7話（11月18日、NHK総合）

2007年
- ユキポンのお仕事 第6話、第12話・最終話（5月14日、7月2日・9日、テレビ東京）

2008年
- 連続テレビ小説 瞳 第13話 - 第17話、第121話 - 第138話〈4月14日〉 - 18日、8月18日 - 9月6日、NHK総合） - 藤田 役
- 水曜ミステリー9 篝警部補の事件簿4（4月16日、テレビ東京） - 宝石店店長 役
- 33分探偵 第3話（8月16日、フジテレビ） - 田所 役
- 藤子・F・不二雄のパラレル・スペース 第4話「かわい子くん」（11月21日、WOWOW）

2009年
- ROMES/空港防御システム（10月15日 - 12月10日、NHK総合） - 日高勇作 役

2011年
- 時々迷々 第7回「ぼくのおじさん」（7月8日、NHK Eテレ）
- 妖怪人間ベム 第6話 - 第8話（11月26日 - 12月10日、日本テレビ） - 東郷修市 役

2012年
- 撮らないで下さい!!グラビアアイドル裏物語 第1話・第2話、第9話（1月13日・20日、3月9日、テレビ東京） - チーフディレクター 役
- Friend-Ship Project〜ネコのタクシー〜（3月31日、テレビ東京）
- D×TOWN「痕跡や」（9月7日 - 28日、テレビ東京） - 須藤 役
- イロドリヒムラ 第4話（11月5日、TBS） - 編集長（声） 役
- ゴーイング マイ ホーム 第6話・第7話、第9話（11月20日・27日、12月11日、関西テレビ・フジテレビ系） - 錦織光成 役
- レジデント〜5人の研修医 第8話（12月6日、TBS） - 新井友久 役

2013年
- 終電バイバイ 第1話（1月14日、TBS） - 山田 役
- たべるダケ（7月12日 - 9月27日、テレビ東京） - 赤松肇 役
- ショムニ2013 第3話（7月24日、フジテレビ） - 池田綿十朗 役
- 零戦〜搭乗員たちが見つめた太平洋戦争〜（8月3日・8月10日、NHK BSプレミアム） ※劇中ドラマ
- 連続テレビ小説 あまちゃん 第136話（9月5日、NHK総合） - 監督 役
- 永沢君 第89話（9月9日、TBS） - 担任の先生 役
- リーガルハイ（10月9日 - 12月18日、フジテレビ） - 磯貝邦光 役
- 終電ごはん 第3話（10月21日、テレビ東京） - 実演販売の男 役
- 植物男子ベランダー パイロット版 第2話（11月19日、NHK BSプレミアム） - 田中惣太郎 役
- 連続テレビ小説 ごちそうさん 第55話 - 第62話（12月2日 - 10日、NHK総合/BK制作） - 安西真之介 役

2014年
- 隠蔽捜査 第3話 - 最終話（1月27日 - 3月24日、TBS） - 野間崎正嗣 役
- 三匹のおっさん〜正義の味方、見参!!〜 第5話（2月14日、テレビ東京） - 高原俊樹 / 小久保昌一 役
- 植物男子ベランダー 連続ドラマ版（4月2日 - 9月24日、NHK BSプレミアム） - 田中惣太郎 役
- 玉川区役所 OF THE DEAD（10月4日 - 12月20日、テレビ東京） - 大森準市朗 役
- 深夜食堂3 第3話（11月3日、毎日放送 / 11月5日、TBS） - 吉野純一郎 役
- リーガルハイ・スペシャル（11月22日、フジテレビ） - 磯貝邦光 役
- ああ、ラブホテル 第1話（11月23日、WOWOW） - 太一 役

2015年
- 植物男子ベランダー SEASON2（4月16日 - 9月24日、NHK BSプレミアム） - 田中惣太郎 役
- 64（ロクヨン） 第1話（4月18日、NHK総合）
- 世にも奇妙な物語 映画監督編「幸せを運ぶ眼鏡」（11月28日、フジテレビ） - ビジネスマン 役
- 植物男子ベランダー 俺のウインタースペシャル（12月27日 - 30日、NHK BSプレミアム） - 田中惣太郎 役

2016年
- 東京センチメンタル 第10話（3月19日、テレビ東京） - 桐谷 役
- 歴史ミステリーロマン 幕末維新の謎を解け!（3月27日、テレビ東京） - 甲斐勇 役
- 植物男子ベランダー SEASON3（4月6日 - 9月8日、NHK BSプレミアム） - 田中惣太郎 役
- 昼のセント酒 第3湯（4月24日、テレビ東京） - （澤田ではなく）清水 役
- 神の舌を持つ男 第3話（7月22日、TBS） - 脇田正 役
- ママゴト 第3話 - 最終話（9月13日 - 10月18日、NHK BSプレミアム） - 舞善信 役
- 逃げるは恥だが役に立つ（10月11日 - 12月20日、TBS） - 山さん 役
- 潜入捜査アイドル・刑事ダンス 第5話（11月6日、テレビ東京） - 桐崎リョウジ 役

2017年
- 突然ですが、明日結婚します（1月23日 - 3月20日、フジテレビ） - 高梨新太郎 役
- バイプレイヤーズ 〜もしも6人の名脇役がシェアハウスで暮らしたら〜 第6話（2月18日、テレビ東京） - 古舘寛治（本人） 役
- パンセ 前編（4月1日、テレビ東京） - 不動産屋 役
- 100万円の女たち（4月14日 - 6月30日、テレビ東京） - 千葉先生 役
- ハロー張りネズミ 第4話・第5話（8月4日・11日、TBS） - 梶谷隆一教授 役
- ドキュメンタリードラマ「あんとき、」（8月9日、NHK長崎） - マスター 役
- 大河ドラマ おんな城主 直虎 第36話、第39話・第40話（9月10日、10月1日・8日、NHK総合） - 松下源太郎 役
- アシガール 第1話 - 第9話（9月23日 - 11月25日、NHK総合） - 速川覚 役
- 世にも奇妙な物語 '17秋の特別編「フリースタイル母ちゃん」（10月14日、フジテレビ） - 露天商・柏木 役
- コウノドリ（第2シリーズ） 第6話・第7話、第9話、最終話（11月17日・24日、12月8日、12月22日、TBS） - 仙道明博 役

2018年
- 宮本から君へ（4月7日 - 6月30日、テレビ東京） - 岡崎部長 役
- アシガールSP〜超時空ラブコメ再び〜（12月24日、NHK総合） - 速川覚 役

2019年
- 大河ドラマ いだてん〜東京オリムピック噺〜（1月6日 - 12月15日、NHK総合） - 可児徳 役
- ワカコ酒 Season4 第4夜（1月28日、BSテレ東） - 『美鈴商店』のマスター 役
- フルーツ宅配便 第5話（2月9日、テレビ東京） - 水谷 役
- やすらぎの刻〜道 第110話（9月6日、テレビ朝日） - 士官 役
- 時効警察はじめました 第2話（10月18日、テレビ朝日） - 日下部光晴 役

2020年
- コタキ兄弟と四苦八苦（1月11日 - 3月28日、テレビ東京） - 主演・古滝一路 役（滝藤賢一とダブル主演）
- レンタルなんもしない人（4月9日 - 10月1日、テレビ東京） - 金田 役
- 彼女が成仏できない理由（9月12日 - 10月17日、NHK総合） - 佐古勇蔵 役

2021年
- 逃げるは恥だが役にたつ ガンバレ人類! 新春スペシャル!!（1月2日、TBS） - 山さん 役
- ハルカの光（2月8日 - 3月8日、NHK Eテレ） - 西谷慎一 役
- 今ここにある危機とぼくの好感度について（4月24日 - 5月29日、NHK総合） - 水田理事 役
- さまよう刃（5月15日 - 6月26日、WOWOW） - 真野寛治 役

2022年
- ペットにドはまりして、会社辞めました（2022年3月22日、NHK総合） - 獣医師 役
- 『星新一の不思議な不思議な短編ドラマ』『ボッコちゃん』（2022年4月5日、NHK BS4K・BSプレミアム） - バー「スター」のマスター 役
- ちょこっと京都に住んでみた。（2022年7月7日〈6日深夜〉 - 8月11日〈10日深夜〉、テレビ大阪） - 小山一紫 役
- 連続テレビ小説 ちむどんどん（2022年9月15日、NHK総合） - 藤田 役
- 連続テレビ小説 舞いあがれ!（2022年10月 - 2023年3月、NHK総合/BK制作） - 笠巻久之 役

2023年
- 家族だから愛したんじゃなくて、愛したのが家族だった（2023年5月14日 - 、NHK BSプレミアム・BS4K） - 二階堂錠 役
- アナウンサーたちの戦争（2023年8月14日、NHK総合） - 松内則三 役

2024年
- 滅相も無い（2024年4月17日 - 6月5日、毎日放送・TBS） - 取り返しがつかない渡邊 役
- Re:リベンジ-欲望の果てに- 第4話 - （2024年5月2日 - 〈予定〉、フジテレビ） - 小笠原哲也 役

2025年
- スロウトレイン（2024年1月2日、TBS）

### テレビアニメ
- LUPIN the Third -峰不二子という女-（2012年、日本テレビ） - ルイス・勇・アルメイダ伯爵 役[38]

### ゲーム
- すばらしきこのせかい（2007年7月27日発売、スクウェア・エニックス） - ハネコマ / 羽狛早苗 役

### ドキュメンタリー
- ワーキングデッド〜働くゾンビたち〜（2014年10月2日 - 12月25日、BSジャパン） - キャスター[39]
- BS民放5局開局15周年共同特別番組「バック・トゥ・ザ21世紀〜気づけば未来があふれてた〜」 第四章 21世紀の「東京」（2016年1月2日、BSジャパン担当分） - スリープマン 役[40]
- ねこ育て（2019年2月16日、NHK BSプレミアム） - 語り、猫仙人の声[41]
- ねこ育て いぬ育て（2019年7月20日、NHK BSプレミアム） - ねこ仙人、いぬ仙人の声

### テレビ番組
- Rの法則
  - ランコレ×ドラマ アールんの寄り道（2013年4月25日、NHK Eテレ）
  - ランコレ×ドラマ 第2回「アールんとオオカミ少女」（2013年5月30日、NHK Eテレ）
- 100分de名著 玄侑宗久「荘子」（2015年5月6日 - 27日、NHK Eテレ） - 動物専門の整体師 役
- SICKS〜みんながみんな、何かの病気〜（2015年10月10日 - 12月26日、テレビ東京） - 天本和己 役
- メディアタイムズ（NHK Eテレ） - 後藤ヒロノブ 役
  - パイロット版（2017年6月18日）
  - レギュラー版（2017年10月12日 - 2020年3月5日）
- バリバラ スケッチコメディー〜障害者が職場にやってきた〜（2019年5月16日・23日、NHK Eテレ） - 主演・フルタチ部長 役[42]
- えいごであそぼ with Orton「That's Life」（2020年3月9日 - 、NHK Eテレ）
- NHK俳句（2021年7月11日、NHK Eテレ）
- 京コトはじめ(2022年10月14日、NHK総合）

### 朗読・ナレーション
- NHKスペシャル「従軍作家たちの戦争」（2013年8月14日、NHK総合）
- 零戦〜搭乗員たちが見つめた太平洋戦争〜（2013年8月3日・8月10日、NHK BSプレミアム） - 朗読
- ETV特集「戦場で書く〜作家 火野葦平の戦争〜」（2013年12月7日、NHK Eテレ） - 朗読
- ETV特集「路地の声 父の声〜中上健次を探して〜」（2016年11月26日、NHK Eテレ） - 朗読
- ETV ハートネットTV「夢のかけらを集めて ―写真家・甲斐扶佐義と女たち―」（2017年7月18日、NHK Eテレ） - ナレーション
- 映画『father カンボジアへ幸せを届けた ゴッちゃん神父の物語』（渡辺考監督）（2018年4月7日公開） - ナレーション
- RUN!HOPE!RUN!〜N響×大友良英×いだてんコンサート〜（2019年3月31日、NHK BSプレミアム） - ナレーション
- 100分de名著 ロジェ・カイヨワ『戦争論』（2019年8月5日 - 26日、NHK Eテレ） - 朗読
- NHK京都スペシャル「宮本組 旦那たちの祇園祭」（2019年9月6日、NHK京都） - ナレーション
- NHK BS1スペシャル「知られざる絆〜日本とローマ教皇400年の交流〜」（2020年1月16日、NHK BS1） - 朗読担当
- 映画「パンケーキを毒見する」（2021年7月30日公開予定、内山雄人監督） - ナレーション
- 特集ドラマ「ももさんと7人のパパゲーノ」（2022年8月20日、NHK総合） - ナレーション

### ウェブドラマ
- ココダケノハナシ 〜短篇.jpルーキーズ第三弾〜（2008年7月配信開始、goo）
  - 第1話「ポイズンラジオ」
  - 最終話「ゴメンナサイが言えなくて」
- First Love 初恋（2022年11月24日、Netflix） - 茄子田守 役
- 舞妓さんちのまかないさん（2023年1月12日 - 、Netflix） - 古舘寛治朗 役[43]
- さよならのつづき（2024年11月14日、Netflix） - 車掌 役[44]
- 私の夫と結婚して（2025年6月27日、Amazon Prime Video） - 鈴木貫一 役

### ラジオドラマ
- FMシアター「わたしのまなざし」（2015年5月2日、NHK-FM）
- J-WAVE SPECIAL SHORT SHORT（2020年5月4日、J-WAVE）[45]

### CM
2005年
- 日清食品 -「健多郎」

2006年
- のだめカンタービレ

2007年
- NOVA
- セコム

2012年
- DeNA - Mobage
- 新日邦 - コンコルド「コンコルゲン」（静岡ローカル）
- 明治（当時は明治製菓） - 「明治ミルクチョコレート」

2013年
- DeNA - Mobage「ガンダムゲーム祭」

2014年
- 住友生命
- 新日邦 - コンコルド「コンコルゲン夫婦」（静岡ローカル）

2016年
- LINE - LINEバイト「LINE応募ばい」篇

2017年
- ダイワハウス - 「ビジネスマッチング」篇
- 大塚製薬 - カロリーメイト フルーツ味の声
- JXTGエネルギー - ENEOSでんき「主婦の決断」編
- 日清食品 - 日清ラ王「新・食べたい男」編
- 新日邦 - コンコルド「悪を食うパヤ」（静岡ローカル）
- JXTGエネルギー - ENEOSでんき「みんなハッピー」編

2018年
- 横浜・三菱地所周年記念作品ショートフィルム『4つのお祝い』（沖田修一監督）
- ソフトバンク - Y!mobile「愛のシュガー」篇
- ソフトバンク - Y!mobile「時をかける少女」篇 - ふてニャンの声
- 新日邦 - コンコルド（静岡ローカル）

2020年
- 新日邦 - コンコルド「コンコル土」（静岡ローカル） - ハチヤ、土男役

2022年
- ジャパンフリトレー「マイク・ポップコーン」

2023年
- ジャパンフリトレー「マイク・ポップコーン」「食物繊維たっぷり」（娘）篇、WebCM「いつも、あなたのそばに。」（2023年10月 - ）

2024年
- 新日邦 - コンコルド「家族で演ろうぜ」（静岡ローカル）
- Canva - 「島の郵便屋さん」

### 舞台
2001年
- 青年団「冒険王」平田オリザ作・演出

2002年
- 青年団「海よりも長い夜」平田オリザ作・演出

2003年
- 青年団若手公演「僕の言葉に訳せない」

2004年
- 青年団若手公演「通過」
- 五反田団「長く吐息」
- 青年団「S高原から」平田オリザ作・演出

2005年
- 「ワールドプレミア」松井周作・演出
- 青年団「S高原から」平田オリザ作・演出
- 五反田団「ニセS高原から」

2006年
- マジェンタ☆マジェンタ「ナイストリップ」
- 「地下室」松井周作・演出
- 「会議」別役実作、武藤真弓演出
- 青年団「ソウル市民・昭和望郷篇」平田オリザ作・演出

2007年
- サンプル「シフト」松井周作・演出
- ハイバイ「おねがい放課後」岩井秀人作・演出
- サンプル「カロリーの消費」松井周作・演出
- 青年団「火宅か修羅か」平田オリザ作・演出

2008年
- 城山羊の会「新しい橋」山内ケンジ作・演出
- 青年団「S高原から」平田オリザ作・演出、ヨーロッパ公演
- 北九州芸術劇場リーディングセッション「伝染病」作：アゴタ・クリストフ、演出：本谷有希子
- ハイバイ「て」岩井秀人作・演出
- サンプル「家族の肖像」松井周作・演出
- 青年団「冒険王」平田オリザ作・演出

2009年
- サンプル「伝記」松井周作・演出
- サンプル「通過」松井周作・演出
- 城山羊の会「新しい男」山内ケンジ作・演出

2010年
- 北九州芸術劇場プロデュース「ハコブネ」
- サンプル「自慢の息子」松井周作・演出
- 青年団 本広企画「演劇入門」

2011年
- 城山羊の会「メガネ夫婦のイスタンブール旅行記」
- サンプル「ゲヘナにて」

2012年
- パルコプロデュース「ヒッキー・ソトニデテミターノ」
- サンプル「自慢の息子」
- サンプル「女王の器」

2013年
- サンプル/青年団「地下室」
- シアターコクーン・オンレパートリー2013＋阿佐ヶ谷スパイダース「あかいくらやみ」

2014年
- サンプル/青年団「地下室」全国ツアー

2015年
- サンプル「蒲団と達磨」

2016年
- ドイツ同時代演劇リーディングシリーズ「ロッコ・ダーソウ」
- 静岡県舞台芸術センターSPAC「高き彼物」 - 演出

2017年
- サンプル「ブリッジ」

2018年
- ハイバイ「ヒッキー・ソトニデテミターノ」

2024年
- 城山羊の会「平和によるうしろめたさの為の」

## Web連載
- クイックジャーナル〜カルチャーからニュースを読む〜（2020年1月15日 - 3月25日、QJWeb クイックジャパンウェブ[49]